# Salif Dramé
Salif Dramé (Bani Israël, 3 januari 1997) is een Frans-Senegalees voetballer. Dramé is een verdediger.

## Carrière
Dramé begon zijn jeugdopleiding bij het Franse ESA Linas-Montlhéry. Op veertienjarige leeftijd maakte hij de overstap naar AS Monaco, waarmee hij in 2016 de Coupe Gambardella won. Bij de U17 van Monaco was hij aanvoerder van onder andere Kylian Mbappé. Dramé trainde meermaals met het eerste elftal en kwam af en toe in actie met het B-elftal in de CFA, maar slaagde er niet in om definitief door te stromen naar de A-kern.
In 2017 raakte Dramé via zijn Italiaanse spelersmakelaar binnen bij CD Leganés, waar hij meteen voor vijf seizoenen kon tekenen. Bij Leganés speelde Dramé enkel in het tweede elftal in de Tercera División. Als gevolg van een conflict tussen zijn makelaar en de voorzitter van Leganés moest Dramé er in maart 2018 vertrekken. De verdediger kon vervolgens aan de slag bij Paris FC en Tours FC, maar hij koos voor het Luxemburgse F91 Dudelange. Daar beleefde hij vanop de eerste rij hoe de club zich in de geschiedenisboeken zette door als eerste Luxemburgse club ooit de groepsfase van de Europa League te halen. Zelf had Dramé daar geen groot aandeel in, want in zijn debuutseizoen mocht hij slechts drie wedstrijden spelen. Tijdens de winter van 2019 werd hij dan ook uitgeleend aan het Belgische Excelsior Virton, een club die eveneens in handen is van Dudelange-eigenaar Flavio Becca. Met Virton promoveerde hij naar Eerste klasse B.

## Clubstatistieken
| Seizoen         | Club               | Land               | Competitie             | Competitie | Competitie | Beker | Beker | Supercup | Supercup | Europees | Europees | Totaal | Totaal |
| Seizoen         | Club               | Land               | Competitie             | Wed.       | Dlp.       | Wed.  | Dlp.  | Wed.     | Dlp.     | Wed.     | Dlp.     | Wed.   | Dlp.   |
| --------------- | ------------------ | ------------------ | ---------------------- | ---------- | ---------- | ----- | ----- | -------- | -------- | -------- | -------- | ------ | ------ |
| 2018/19         | F91 Dudelange      | Vlag van Luxemburg | Nationaldivisioun      | 1          | 0          | 1     | 0     | 1        | 0        | 0        | 0        | 3      | 0      |
| 2018/19         | → Excelsior Virton | Vlag van België    | Eerste klasse amateurs | 3          | 0          | 0     | 0     | —        | —        | —        | —        | 3      | 0      |
| 2019/20         | F91 Dudelange      | Vlag van Luxemburg | Nationaldivisioun      | 0          | 0          | 0     | 0     | 0        | 0        | 0        | 0        | 0      | 0      |
| Carrière totaal | Carrière totaal    | Carrière totaal    | Carrière totaal        | 4          | 0          | 1     | 0     | 1        | 0        | 0        | 0        | 6      | 0      |

Bijgewerkt op 12 juli 2019.